# Terremoto de Kunlun em 2001

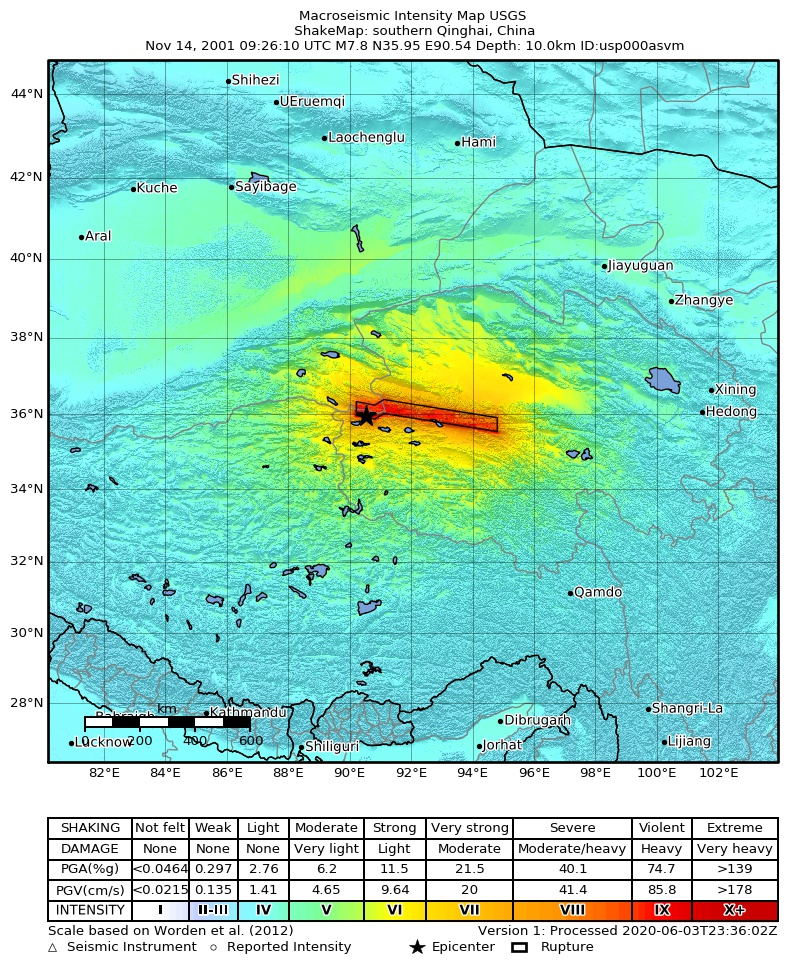
Terremoto de Kunlun em 2001

O terremoto de Kunlun ocorreu na China em 14 de novembro de 2001 às 09h26 UTC (17h26 hora local), com epicentro perto de Kokoxili, perto da fronteira entre Qinghai e Xinjiang em uma remota região montanhosa. Com uma magnitude de 7,8 Mw (8,0 Ms), foi o terremoto mais poderoso na China em 5 décadas. Nenhuma vítima foi relatada, presumivelmente devido à densidade populacional muito baixa e à falta de arranha-céus. Este terremoto foi associado à maior ruptura de superfície já registrada em terra, ~450 km.